# Ctenophorus pictus
Ctenophorus pictus är en ödleart som beskrevs av  Peters 1866. Ctenophorus pictus ingår i släktet Ctenophorus och familjen agamer. Inga underarter finns listade i Catalogue of Life.